# Thlypopsis inornata
A Thlypopsis inornata a madarak osztályának verébalakúak (Passeriformes) rendjébe és a tangarafélék (Thraupidae) családjába tartozó faj.

## Rendszerezése
A fajt Władysław Taczanowski lengyel ornitológus írta le 1879-ben, a Nemosia nembe Nemosia inornata néven.

## Előfordulása
Az Andokban, Ecuador és Peru területén honos. Természetes élőhelyei a szubtrópusi és trópusi magaslati cserjések.

## Megjelenése
Testhossza 13 centiméter, testtömege 14-17 gramm.

## Természetvédelmi helyzete
Az elterjedési területe ugyan kicsi, egyedszáma viszont gyakori és stabil. A Természetvédelmi Világszövetség Vörös listáján nem fenyegetett fajként szerepel.